# Intense Football League
Pour les articles homonymes, voir IFL.
La Intense Football League (IFL) était une ligue professionnelle de football américain en salle fondée par Chad Dittman en 2004.

## Histoire
Pendant sa première saison, l'équipe du Rumble d'El Paso fut décevante avec un total de seize défaites pour aucune victoire et la ligue surveilla les opérations de la franchise jusqu'à la fin de la saison. En 2005, les Dusters d'Amarillo quittent le championnat pour la Af2 tandis que d'autres équipes joignaient la National Indoor Football League, par conséquent la ligue due suspendre ses opérations. L'année suivante, la Intense Football League est de retour. Trois des équipes originales (Odessa, San Angelo et Corpus Christi) retrouvent l'IFL, avec de nouvelles équipes venant de Belton, Lake Charles, et Laredo.
À la suite de la saison 2006, les Lobos de Laredo vont dans l'Af2, mais la ligue s'élargit de trois nouvelles équipes pour 2007 avec le Thunder de Frisco, Ruff Riders de Katy, et le Wild de l'Alaska (remarquables pour avoir été la toute première équipe de football américain professionnelle dans l'État de l'Alaska). Pour l'année 2008 une autre équipe a été ajouté en Alaska, les Grizzlies de Fairbanks. La ligue prévoyait d'ajouter une équipe à El Paso pour 2009.

### Indoor Football League
Le 22 juillet 2008, il a été annoncé que l'Intense Football League fusionnerait avec l'United Indoor Football pour la prochaine saison 2009, à la suite du National Indoor Bowl Championship entre les champions de chaque ligue le 2 août. Le 1er août, il a été annoncé que le nom de la nouvelle ligue serait Indoor Football League.

## Les équipes
- Wild de l'Alaska (2007-2008)
- Dusters d'Amarillo (2004)
- Barracudas du CenTex (2006-2008)
- Hammerheads de Corpus Christi (2004, 2006-2008)
- Rumble d'El Paso (2004)
- Grizzlies de Fairbanks (2008)
- Thunder de Frisco (2007-2008)
- Ruff Riders de Katy (2007-2008)
- Lobos de Laredo (2006)
- Swashbucklers de la Louisiane (2006-2008)
- Lone Stars de Lubbock (2004)
- Roughnecks d'Odessa (2004, 2006-2008)
- Stampede Express de San Angelo (2004, 2006-2008)